# Cleora hospita
Cleora hospita là một loài bướm đêm thuộc họ Geometridae.